# Borough of Great Yarmouth
Borough of Great Yarmouth är ett distrikt (motsvarande kommun) i grevskapet Norfolk i England, Storbritannien. Distriktet har 99 862 invånare (2022). Större orter är Caister-on-Sea, Gorleston-on-Sea och Great Yarmouth. Distriktet är indelat i 21 civil parishes, förutom Gorleston-on-Sea och Great Yarmooth som saknar civil parishes.